# 百田宗治
百田 宗治（ももた そうじ、1893年1月25日 - 1955年12月12日）は大正・昭和期の詩人、児童文学者、作詞家。本名は百田宗次。少年時代の号は楓花。現在の大阪府大阪市西区新町出身。童謡『どこかで春が』（草川信作曲）の作詞で知られる。

## 来歴
高等小学校卒業後、フランス語を独学する。1911年ごろより詩を書き始め、1915年に個人雑誌『表現』を発行。翌1916年に詩集『一人と全体』を発表。詩の傾向としてはホイットマンやロマン・ロランの影響を受けた人道主義的・民主主義的傾向で、1918年に創刊された『民衆』を契機として、富田砕花や白鳥省吾とともに民衆詩派の一員として数えられるようになる。
新潮社が創刊した「日本詩人」の編集にあたり、1926年に発刊した『椎の木』では三好達治、丸山薫、伊藤整、春山行夫、阪本越郎など若手詩人を起用し、一時代を築いた。その頃から、モダニズムを取り入れた俳句系の詩風へ変化。1932年ごろより児童詩・作文教育に携わるようになり、波多野完治、滑川道夫、巽聖歌ら作文教育の指導者を育てた。戦中期には報道部員として大陸に渡った。東京大空襲で家を焼かれ、戦後間もない時期は3年ほど北海道に転住。1953年からは千葉県に住み、終の棲家とした。墓所は、千葉県南房総市（旧・安房郡富山町）高崎の寿楽寺。

## 北海道上川郡愛別町との縁
東京大空襲により家を焼かれた百田は北海道で疎開生活を送ったが、その間、上川郡愛別町安足間にある万葉寺の住職・白川了照と親しかったことから、同地を何度も訪問した。一時期は同地への永住を考えていたようで、安足間への思いを寄せた詩を残している。万葉寺には百田直筆の「どこかで春が」の書など多数の遺品が保管されている。
また、旭川・紋別自動車道の愛山上川IC～上川層雲峡IC間にある橋梁「百田橋」「宗治橋」からも、この地と百田の関係をうかがい知ることが出来る。 

## 著作
- 愛の鳥 百田楓花 田中書店 明44.1
- 夜  短檠社 明45.7
- 最初の一人 詩集 短檠社 1915
- 『表現』（1915年）
- 一人と全体 詩集 表現発行所 1916
- ぬかるみの街道 詩集 大鐙閣 1918
- 百田宗治詩集 現代詩選 第1 新潮社 1920
- 新月 玄文社詩歌部 1921
- 風車 新潮社 1922 (現代詩人叢書）
- 青い翼 大鐙閣 1922
- 静かなる時 詩集 新潮社 1925
- 北風と薔薇 金星堂 1926 (金星堂刊行抒情詩集叢書)
- 『椎の木』（1926年）
- 詩の鑑賞 附・西欧近代詩の知識 厚生閣書店 1927
- 児童自由詩の鑑賞 厚生閣書店 1927
- 詩の本 金星堂 1927
- 詩論集 随筆 椎の木社 1928 (椎之木叢書）
- 冬花帖 陋巷風物詩 厚生閣書店 1928
- 鑑賞藤村詩帖 厚生閣書店 1928
- 新しい詩の解釈とつくり方 厚生閣 1929
- 鑑賞暮鳥詩選 金星堂 1929
- 鑑賞独歩詩選 金星堂 1929
- 鑑賞透谷詩選 金星堂 1929
- 鑑賞啄木詩選 金星堂 1929
- 児童をうたへる詩歌 万葉より現代まで 厚生閣書店 1931
- ぱいぷの中の家族 金星堂 1931
- 詩抄 椎の木社 1933
- 詩作法 椎の木社 1934
- 小学児童の詩 批評と添削 厚生閣書店 1934
- 路次ぐらし　随筆 厚生閣書店 1934
- 跳橋 版画荘 1936
- 自由詩以後 現代詩の批判と展望 版画荘 1937
- 全日本子供の文章 厚生閣 1937
- 子供のための教師のための綴方読本 第一書房 1938
- 綴方の世界 新潮社 1939
- 僕等の文章・私達の詩 新潮社 1940 (新日本少年少女文庫）
- 子供の世界 児童文化の諸問題 有光社 1941
- オヤマノカキノキ 帝國教育會出版部 1941.7 (新日本幼年文庫)
- 私の綴方帖  大和出版社 1942
- 歴史 詩集 少國民のために 有光社 1942.1
- 蓬莱 有光社 1943
- 日本のあしおと 詩集 湯川弘文社 1943
- 青年詩とその批評 厚生閣 1943
- 砂糖の木 子どもの詩 光風館 1943 (女性新書)
- ニッポンノアシオト 二葉書房 1943.12
- 山川草木 白都書房 1946
- 閲歴 自選詩集 目黒書店 1946
- 子供の世界と大人の世界 小峰書店 1947
- 南京のうちわ 真野出版 1948
- 渡り鳥 大興社 1948
- 辺疆人 日本未来派発行所 1948
- 楡の木物語 国民図書刊行会 1948 (新日本少国民文庫)
- 現代詩 臼井書房 1948
- 小学生詩の話 第二書房 1951
- 綴方の中の子ども 金子書房 1952
- 中学生詩の本 明治図書 1954　※作中の「にれの町」を百田の没後に小野州一が絵本化
- 百田宗治詩集 伊藤整編、1961 (新潮文庫)

## 編纂
- 小曲新辞典（編）資文堂書店 1927
- 現代詩講座 全10巻（編）金星堂 1929-30
- ハイネ青春の書（編）人生叢書 金星堂 1936
- 児童詩読本 椎の木社 1936
- 綴方教程（編）厚生閣 1938
- 鉛筆部隊 少国民の愛国詩と愛国綴り方（編）アルス 1942 (新日本児童文庫）
- 小学生えんぴつ詩集 編 第二書房 1952
- 日本児童詩集成 編 河出書房 1956

## 校歌
百田は北海道を中心に全国35校の校歌を残しており、今なお唄い継がれている。
- 北海道　北見市立中央小学校（昭和27年10月制定）
- 北海道　美幌町立美幌中学校（昭和23年6月5日制定）
- 北海道　美幌町立美幌高等学校（昭和23年制定・昭和25年統合により廃校）
- 北海道　雄武村立雄武中学校（昭和22年制定）
- 北海道　雄武村立雄武小学校（昭和22年制定）
- 北海道　阿寒町立阿寒小学校（昭和22年3月制定）
- 北海道　標茶町立標茶中学校（不明）
- 北海道　釧路市立日進小学校（昭和28年3月8日制定）
- 北海道　釧路市立桜ヶ丘小学校（昭和26年10月8日制定・現釧路市立桜が丘小学校）
- 東京都　渋谷区立中幡小学校（昭和27年制定）
- 和歌山県　海草郡紀美野町立野上小学校（昭和30年制定）